# День работника культуры (Россия)

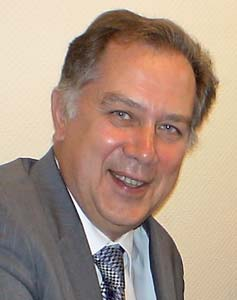
Инициатор ДРК

День работника культуры — профессиональный праздник работников культуры РФ. Отмечается ежегодно 25 марта. В более широком смысле под работниками культуры подразумеваются люди творческих профессий, деятели искусства, а также хранители и популяризаторы культурного наследия.

## История

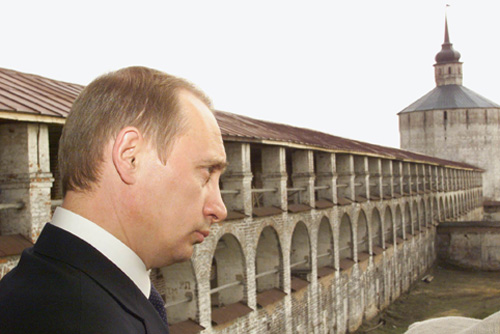
Учредитель праздника

Весной 2007 года тогдашний российский министр культуры Александр Сергеевич Соколов отметил в своём выступлении, что на региональном уровне, в нескольких субъектах Российской Федерации уже существуют дни работников культуры, проводимые вразнобой. Министр Соколов, в частности, отмечал необходимость придания празднику государственного статуса и необходимости его разведения с другими профессиональными праздниками РФ.
Уже летом того же года, видимо, прислушавшись к словам Александра Сергеевича, президент Российской Федерации Владимир Владимирович Путин подписал 27 августа указ о «Дне работника культуры». Этот день стал общим профессиональным праздником для тех, кто отмечал ранее, независимо друг от друга, день российской печати, международный день памятников и исторических мест, день музеев, день писателя, день театра, всемирный день книг и авторского права и другие подобные даты.
Впервые День работников культуры начал отмечаться в Наро-Фоминском районе Московской области. По инициативе журналиста, поэта и композитора Игоря Герасимова и режиссёра Оксаны Акацковой, которых поддержала начальник управления культуры Наро-Фоминского района, заслуженный работник культуры РФ Ольга Тихонова, первый профессиональный праздник работников культуры отметили 14 февраля 1996 года в День всех влюблённых. Была учреждена премия «Открытое сердце», которой награждались в этот день лучшие работники культуры Наро-Фоминского района на протяжении 15 лет.
День работников культуры не является нерабочим днём, если, в зависимости от года, не попадает на выходной.